# 마커스 밀러
마커스 밀러(Marcus Miller, 1959년 6월 14일 ~ )는 미국의 베이시스트, 작곡가, 음악 프로듀서이다.